# ۴-هیدروکسی-N,N-تترامتیلن‌تریپتامین
۴-هیدروکسی-ان،ان-تترامتیلن‌تریپتامین (به انگلیسی: 4-HO-pyr-T) با فرمول شیمیایی C۱۴H۱۸N۲O یک ترکیب شیمیایی با شناسه پاب‌کم ۲۱۸۵۴۲۲۶ است. که جرم مولی آن ۲۳۰٫۳۱ g/mol می‌باشد. 